# Antoni Jaksa-Marcinkowski
Antoni Jaksa-Marcinkowski, ps. „Antoni Nowosielski” lub „Albert Gryf” (ur. 17 stycznia 1823 w Mostyszczach na Kijowszczyźnie, zm. 31 sierpnia 1880 w Kijowie) – pisarz, krytyk literacki, etnograf, tłumacz, filozof.

## Życiorys
Podstawową edukację odebrał w domu. W wieku 15 lat wysłano go na pensję, by po pół roku podjął naukę w II Gimnazjum w Kijowie. W 1841 rozpoczął studia na Uniwersytecie Kijowskim na Wydziale Historyczno-Filologicznym. Po trzech latach zmuszony chorobą przerwał studia, kontynuując jednak naukę przez samokształcenie, w szczególności w zakresie filozofii, filologii i języków obcych.
W 1843 rozpoczął publikować w prasie kulturalno-społecznej. Debiutował w Tygodniku Petersburskim, następnie zaś (1846-1848) publikował we współredagowanej przez siebie w Gwieździe. Publikował tam artykuły krytycznoliterackie i filozoficzne, w których krytycznie odnosił się do poglądów filozoficznych koterii Petersburskiej (sprzeciwiających się filozofii niemieckiej). W 1849 odszedł z Gwiazdy i próbował założyć pismo Lewiatan (ukazał się jeden numer). Jego kolejne artykuły ukazywały się w Pamiętniku Naukowo-Literackim, Bibliotece Warszawskiej, Dzienniku Warszawskim i Gazecie Warszawskiej. 
Marcinkowski był ważną postacią w polskich kręgach Kijowa. W latach pięćdziesiątych XIX w. zaczął się interesować folklorystyką. Zbierał ludowe wierzenia, zwyczaje i przekazy kulturowe. Zainteresowania te wkrótce zaowocowały publikacjami opisującymi lud ukraiński. Podróż na Krym i do Odessy (1850) opisał w pracy Stepy, morze i góry (2 tomy, 1854). Był autorem licznych szkiców dotyczących historii I Rzeczypospolitej, powieści społeczno-obyczajowych i historycznych, inspirowanych folklorem. Pisał hasła do 28-tomowej Encyklopedii Powszechnej Orgelbranda z lat 1859-1868.

## Filozofia
W początkach kariery, utożsamiał się ze stanowiskiem heglistowskim, publikując artykuły broniące filozofii niemieckiej (w szczególności Hegla i Schellinga) i jej polskich zwolenników (Bronisława Trentowskiego). Filozofia ta stała się przedmiotem krytyki koterii Petersburskiej, zarzucającej im niezgodność z chrześcijaństwem. Marcinkowski wskazywał z kolei, że filozofia niemiecka jest intelektualnym badaniem idei chrystianizmu (w jej protestanckiej postaci). Dla Marcinkowskiego filozofia niemiecka była najwyższym wytworem ludzkiego umysłu, przejawem "ducha powszechnego" i "ducha czasu". 
Na filozofii niemieckiej oparte były inne poglądy filozoficzne Marcinkowskiego. Najwyższą władzą poznawczą był rozum. Filozofia zajmuje się najwyższym rodzajem poznania, a jej przedmiotem jest prawda absolutna. Stąd, nie powinno się jej oceniać pod względem bezpośredniej użyteczności. Dane zmysłowe nie mają samodzielnej wartości i są tylko materiałem, który musi być opracowany przez twórczego ducha. Empiryzm jest więc błędny jako zbyt jednostronny, i nie biorący pod uwagę doświadczenia wewnętrznego (duchowego). Błędna jest też filozofia zdrowego rozsądku, poprzestająca na zmysłowych przeświadczeniach.
Również poglądy Marcinkowskiego na historię wywiedzione były z heglizmu. Wyznawał on wiarę w postęp społeczny, który był rozwojem idei absolutnej w historii. Postęp ten miał charakter deterministyczny, opierając się na prawach rozwoju historycznego. 
Od końca lat 50. XIX w. poglądy filozoficzne Marcinkowskiego uległy zmianie. Porzucił filozofię niemiecką, uznając ją za nadmiernie racjonalistyczną i zbliżył się do filozofii chrześcijańskiej. Zaczął też krytykować nowe prądy filozoficzne, jak darwinizm i pozytywizm. 

## Dzieła

### Prace oryginalne
- (1848) Ideały i karykatury: zarysy fantazyi i rzeczywistego świata: (etiudy nakreślone dwoma tępymi ołówkami (aux deux crayons), (Kijów),
- (1848) Leviathan: xiążka składkowa, (Kijów),
- (1848) Zarysy fantazji i rzeczywistego świata, (Kijów),
- (1854) Stepy, morza i góry: szkice i wspomnienia z podróży (2 tomy, Kijów),
- (1855) Dwie siostry: obrazek z powszedniego życia (2 tomy, Kijów),
- (1857) Lud ukraiński (2 tomy, Wilno),
- (1857) Pisma krytyczno-filozoficzne (2 tomy, Wilno),
- (1858) Pamiętniki kuratora magazynów, (Warszawa),
- (1863) Pogranicze naddnieprzańskie: szkice społeczności ukraińskiej w wieku XVIII (2 tomy, Kijów).

### Tłumaczenia
- (1860) George Henry Lewes, Dzieje żywota i utworów Goethego,
- (1860) Jean-Baptiste Henri Lacordaire, O społeczności katolickiej. Konferencye miane w Kościele N. P. Maryi w Paryżu